# Palazzo delle Due Fontane
Il palazzo delle Due Fontane è un edificio di Firenze, affacciato su piazza Santissima Annunziata 14, tra via dei Servi e via dei Fibbiai.

## Storia e descrizione
Si tratta di un edificio con una facciata relativamente recente, che ripete, pur semplificandole, le forme e il colore del vicino palazzo Grifoni. Si dovrebbe trattare in realtà di un edificio di antica edificazione, riconfigurato tra la fine dell'Ottocento e i primi del Novecento per costituire un adeguato fondale alla piazza. Il fronte presenta un disegno di una certa complessità che si accompagna a una certa cura nella scelta dei materiali.
Il piano terreno, in particolare, presenta un bugnato in pietra. Attualmente è occupato da una struttura ricettiva (Albergo le Due Fontane) nei cui spazi il repertorio di Salvadori Guidi segnala un grande pannello in cemento a forme astratte, opera di Alvaro Monnini (1959).